# Darica
Darıca (grekiska: Δάριτζα, från det bysantinska τὰ Ῥίτζιον) är en kommun och distrikt i Kocaeli-provinsen, Turkiet. Staden var tidigare känd som Aretsou (Αρετσού) av sin infödda grekiska befolkning. Dess yta är 23 km2, och dess befolkning är 225 602 (2022). Den nuvarande borgmästaren är Muzaffer Bıyık.

## Stadsfakta
Det finns 14 stadsdelar i Darıca-distriktet:

- Abdi Ipekçi
- Bağlarbaşı
- Bayramoğlu
- Cami
- Emek
- Fevzi Çakmak
- Kazım Karabekir
- Nenehatun
- Osman Gazi
- Pirireis
- Sırasöğütler
- Yalı
- Yeni

Darıca ligger 3 km söder om Gebze, 38 km sydost om Istanbul och 10 km från Sabiha Gökçen flygplats, 50 km från Atatürk internationella flygplats och 90 km från Istanbuls flygplats i Arnavutköy. Darıca ligger i närheten av storskalig kollektivtrafikinfrastruktur, inklusive motorvägen D-100 och den turkiska statsjärnvägsstationen för Kocaeli.
Distriktet innehåller många sociala utrymmen och är värd för ett antal festivaler. Det är också hemvist för Faruk Yalçın Zoo.
År 2021 väckte Darıca kontrovers för att ha namngett en park efter Dzhokhar Dudayev, en tjetjensk separatistledare som var den första presidenten i den tjetjenska republiken Itjkerien. Namnet kritiserades av den ryskstödda tjetjenska ledaren Ramzan Kadyrov och det ryska utrikesministeriet, som kallade Dudayev för en terrorist.